# As Mercenárias
As Mercenárias, parfois appelé Mercenárias, est un groupe féminin de rock brésilien, originaire de São Paulo. Il est formé en 1982 par la bassiste Sandra Coutinho, la chanteuse Rosália Munhoz et la guitariste Ana Machado. Avec des paroles critiquant ouvertement le gouvernement et la société brésiliens (parfois même l'église catholique), leur style musical a souvent été comparé à celui de Siouxsie and the Banshees, Joy Division, Sex Pistols et par-dessus tout The Slits.
Le groupe se sépare en 1988, mais se réunit en 2006 avec une nouvelle formation ; des changements de formation s'effectuent au début de 2015, puis en 2017. Le seul membre originel reste Coutinho.

## Biographie
Mercenárias est formé à São Paulo en 1982, par Sandra Coutinho, Rosália Munhoz et Ana Machado, à cette période étudiantes : Rosália étudiait la psychologie au Pontifícia Universidade Católica de São Paulo, et Sandra et Ana étaient dans la même classe de l'Escola de Comunicações e Artes da Universidade de São Paulo, où elles étudiaient le journalisme. Edgard Scandurra qui servait de batteur au sein du groupe ; cependant, il quittera le groupe pour se consacrer à Ira!, et est remplacé par Lourdes « Lou » Moreira au temps où le groupe publie un premier album. Sandra se joindra à Smack en 1983, avec Scandurra, Sérgio « Pamps » Pamplona et Thomas Pappon, et au groupe de rock gothique Cabine C en 1984. En 1983, elles enregistrent une cassette démo huit pistes.
En 1988, le groupe publie un deuxième album, Trashland, chez EMI. Il est bien accueilli et remporte le prix de l'« album de l'année » par le magazine Bizz. Cependant, EMI renvoie le groupe pour des raisons méconnues, et il se sépare peu de temps après. Ana et Rosália abandonnent la musique, et Sandra part, en 1998, pour vivre à Berlin pendant un temps et jouer au sein du groupe local Akt, avant de revenir au Brésil en 2005. Lourdes change de sexe et devient Leonardo, devenant désormais activiste LGBT.
En 2006, Sandra reforme le groupe et recrute Geórgia Branco et Pitchu Ferraz. En 2012, le groupe célèbre son 30e anniversaire, jouant gratuitement au Centro Cultural da Juventude Ruth Cardoso de São Paulo. Le concert fait participer Edgard Scandurra et Clemente Nascimento (du groupe Inocentes).
En novembre 2013, le groupe joue au SESC Consolação, pour leur 35e anniversaire à Baratos Afins. Les camarades de Sandra de Smack, Scandurra et Pamplona, y participent. 
Au début de 2015, Branco et Ferraz quittent le groupe et sont remplacées par Sílvia Tape et Michelle Abu. À la mi-2017, Marianne Crestani remplace Tape. En mars 2015, As Mercenárias annonce sur Facebook la remasterisation de leur démo de 1983. Il est publié le 27 juin 2015 par le label indépendant Nada Nada Discos.

## Discographie

### Albums studio
- 1986 : Cadê as Armas?
- 1988 : Trashland

### Compilations
- 2005 : The Beginning of the End of the World
- 2005 : Não Wave
- 2005 : The Sexual Life of the Savages
- 2015 : Demo 1983

### Single
- 2005 : Pânico/Rock Europeu (split single avec Fellini)

## Membres

### Membres actuels
- Sandra Coutinho – chant (depuis 2006), basse (1982–1988, depuis 2006)
- Marianne Crestani – guitare, chœurs (depuis 2017)
- Michelle Abu – batterie (depuis 2015)

### Anciens membres
- Rosália Munhoz – chant (1982–1988)
- Ana Machado – guitare (1982–1988)
- Edgard Scandurra – batterie (1982–1985)
- Lourdes « Lou » Moreira – batterie (1985–1988)
- Geórgia Branco – guitare (2006–2015)
- Pitchu Ferraz – batterie (2006–2015)
- Sílvia Tape – guitare (2015–2017)